# 乙川電力
乙川電力株式会社（おとがわでんりょく かぶしきがいしゃ）は、大正から昭和戦前期にかけて、現在の愛知県岡崎市山間部への供給を担った電力会社である。
1915年（大正4年）に当時の額田郡河合村に設立。翌年に開業し、以後20年余りにわたって同村と豊富村・宮崎村への配電にあたった。1939年（昭和14年）、大手電力会社東邦電力に統合され解散した。

## 歴史
1897年（明治30年）7月、額田郡岡崎町（1916年市制）にて、後に西三河を代表する電力会社へと発展する岡崎電灯（後の中部電力〈岡崎〉）が愛知県下3番目の電気事業者として開業した。この岡崎電灯は、開業から15年以上が経過した1914年（大正3年）までの間に、額田郡内では北部の岩津村・常磐村や東海道沿いの村（藤川村・本宿村など）を供給区域としている。
額田郡内で岡崎電灯の供給区域とならなかった地域のうち、山間部の河合村・形埜村・豊富村・宮崎村（4村とも現・岡崎市）は1914年12月19日付で電気事業許可を得た「乙川電力株式会社」の供給区域に入った。この乙川電力は翌1915年（大正4年）8月8日付で、河合村大字秦梨字川手（現・岡崎市秦梨町）に設立される。設立時の資本金は2万5000円。役員は株主中より選出され、設計施工を担当する岡崎の技術者門池七郎が社長に選ばれた。
乙川電力は矢作川支流乙川（おとがわ）から取水する水力発電所を河合村の「天恵峡」と呼ばれる地点に建設する。発電所から配電線を北は秦梨方面、南は男川沿いに豊豊村の樫山方面へと伸ばし、1916年（大正5年）12月14日付で開業した。翌年には豊富村の夏山地区や宮崎村の亀穴地区でも点灯し、乙川電力は順調に電灯供給を拡大していく。ところが収益の伸びがそれに伴わず、会社の資金繰りは悪化した。

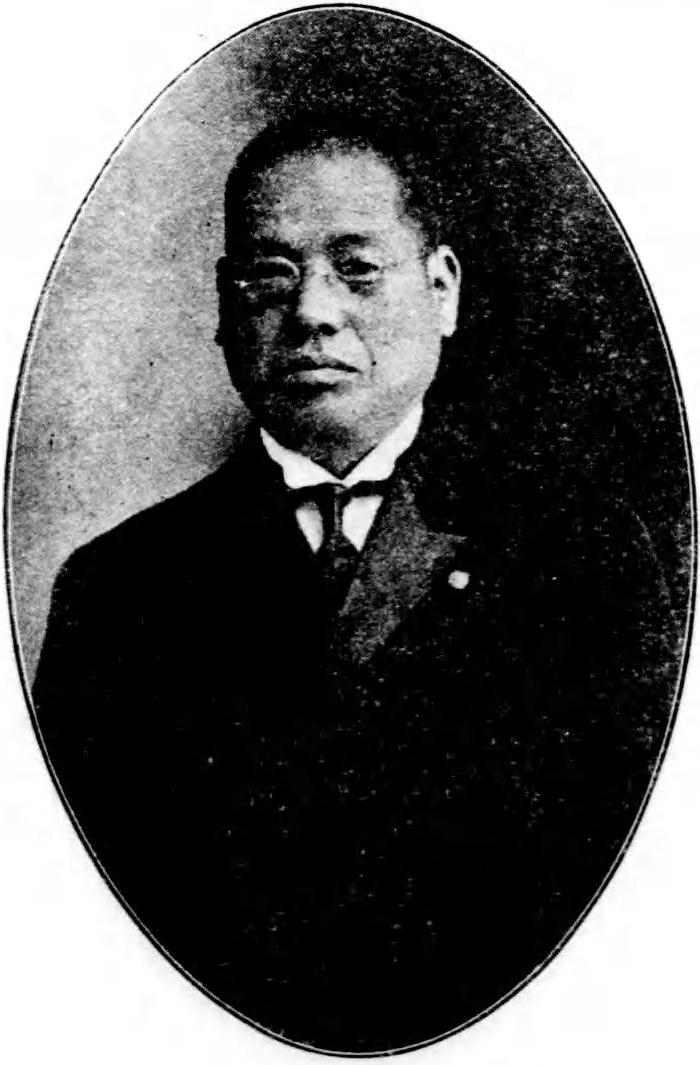
2代目社長武田賢治

1918年（大正7年）4月に社長の門池が引責辞任したのち、同年5月の増資決議とともに会社整理のため武田賢治が招かれ初め相談役、8月からは社長となった。社長に就任した武田は宝飯郡国府町（現・豊川市）の医師兼実業家で、当時は豊橋市の電力会社豊橋電気で専務取締役を務めていた。このときの増資額は5万円で、年1割の優先配当を付された優先株式の発行によるものである。資本金についてはその後1920年（大正9年）12月より普通株式の償却、優先株式の優先権抹消、乙川製綿株式会社の合併による5万円増資（1921年5月合併登記）、という操作がなされ、最終的に10万円となっている。
1921年の時点で、乙川電力による配電済み地域は河合村の9集落、豊富村の14集落、宮崎村の3集落であった。逓信省の資料によると、この段階で許可を得ていた供給区域は河合・豊富・宮崎の3村であり、形埜村の名は見えない。ただし名古屋逓信局作成の1930年（昭和5年）時点の供給区域図では、形埜村のうち河合村に隣接する一部も乙川電力の供給区域となっている。この間の1924年（大正13年）より、需要が供給力（乙川発電所の出力は20キロワットであった）を上回ったため岡崎電灯からの受電を始め、供給力を補った。
1930年代後半に入ると、1939年（昭和14年）の日本発送電設立に至る電力国家管理の流れの中で小規模事業者の整理・統合が国策と定められたのを機に、全国的に事業統合が活発化した。中京・九州地方を地盤とする大手電力会社の東邦電力（1937年8月に中部電力〈岡崎〉を合併）も小規模事業者の統合を積極的に実施し、1937年から1941年までの間に愛知・岐阜・三重3県だけで計27事業者から電気事業を譲り受けている。乙川電力もその一つであり、1939年1月23日付で事業譲渡契約成立ののち、同年6月1日付で東邦電力への事業譲渡を実施して、同日付をもって会社を解散した。統合時の資本金は10万円（うち6万2500円払込）。社長は1937年12月に武田賢治が死去したため地元河合村の蜂須賀重則（1921年6月専務就任）が務めていた。

## 供給区域
1937年12月末時点における乙川電力の供給区域は以下の愛知県内4村であった。
- 額田郡河合村（現・岡崎市）
- 額田郡豊富村・宮崎村（額田町を経て現・岡崎市）
- 額田郡形埜村の一部（同上）

1938年11月末（下期末）時点での供給成績は、電灯需要家1,257戸・灯数2,568灯（ほかに無料灯15灯あり）、電力供給9.2キロワットであった。
供給区域は上記4町村であったが、区域内にあっても乙川電力による配電がなされない地域も存在した。例えば宮崎村北部の千万町（ぜまんぢょう）では、配電線が長くなり不採算という理由で乙川電力が住民の要望に応えず供給しなかったため、1924年より住民の自家用水力発電によって電灯がつけられた。千万町の動きを見て宮崎村南部の河原・雨山地区や豊富村南部の鳥川地区も同種の方法で相次いで点灯していく。しかし宮崎村南端の大代地区については水力発電に適した場所がないため、1944年（昭和19年）に当時の中部配電によって配電が始まるまで電灯のない地域であった。

## 発電所
乙川電力の自社水力発電所は乙川発電所といい、額田郡河合村大字秦梨（現・岡崎市秦梨町）に位置した。具体的には茅原沢地区から秦梨集落へと向かう途中、乙川（矢作川支流）の「天恵峡」と呼ばれる渓谷にあった。
発電所建屋の上流約360メートルで乙川から取水し、幅1間（約1.8メートル）・深さ3尺（約0.9メートル）のコンクリート水路にて発電所へと導水するという仕組みであった。1937年の時点で有効落差7.12メートル・使用水量0.53立方メートル毎秒で、電業社製フランシス水車および東西電気製三相交流発電機各1台にて最大25キロワットを発電する。発電所出力は元々20キロワットであったが、1937年（昭和12年）2月に25キロワットへと引き上げられた。
乙川発電所は東邦電力への事業譲渡後、1942年（昭和17年）4月配電統制令に従って供給区域とともに中部配電へと移管される。次いで戦後の1951年（昭和26年）の電気事業再編成で中部電力に継承されるが、翌1952年（昭和27年）4月に廃止され現存しない。